# Список объектов культурного наследия без категории охраны в Тюменской области
В данном списке перечисляются объекты культурного наследия (памятники истории и культуры) в Тюменской области без установленной категории охраны, находящиеся на юге региона, то есть без учёта Ханты-Мансийского и Ямало-Ненецкого автономных округов.

## Ишим
| Код        | Наименование                                                         | Типология         | Дата постройки | Адрес                      | Чем занят | Год включения в реестр | Изображение |
| ---------- | -------------------------------------------------------------------- | ----------------- | -------------- | -------------------------- | --------- | ---------------------- | ----------- |
| 7200000001 | Дом, в котором работали революционный кружок и подпольная типография | Памятники истории |                | улица Луначарского, дом 33 |           |                        |             |

## Заводоуковск
| Код        | Наименование                                                                                | Типология         | Дата постройки | Адрес               | Чем занят                                                 | Год включения в реестр | Изображение |
| ---------- | ------------------------------------------------------------------------------------------- | ----------------- | -------------- | ------------------- | --------------------------------------------------------- | ---------------------- | ----------- |
| 7200000000 | Здание, где учились советские космонавты Герой Советского Союза Комаров В. М. и Дёмин Л. С. | Памятники истории |                | улица Ермака, дом 4 | Центр развития творчества детей и юношества «Юный техник» |                        |             |

## Тобольск
| Код        | Наименование | Типология         | Дата постройки | Адрес                | Чем занят | Год включения в реестр | Изображение |
| ---------- | --- | ----------------- | -------------- | -------------------- | --------- | ---------------------- | ----------- |
| 7200000008 | Дом, где помещалась редакция первой тобольской советско газеты «Известия Тобольского Совета рабочих, солдатских и крестьянских депутатов» в апреле-мае 1918 г. | Памятники истории |                | улица Кирова, дом 15 |           |                        |             |